# IV. Jenő pápa
IV. Jenő (Velence, 1383 – Róma, 1447. február 23.) uralkodói nevet választva ülhetett fel a katolikus egyház trónjára történetének 207. pápája 1431-től haláláig. Jenő pontifikátusát az egyházi híradások és emlékiratok is egyaránt úgy írják le, mint a konciliarizmus diadalmenetét. Kétségtelen történelmi tény, hogy a zsinatok elsőbbrendűségét, a pápai hatalom primátusának megkérdőjelezését hirdető konciliaristák ekkor érték el legnagyobb befolyásukat az egyház irányításában. Az egyházfői trónra kerülő Jenő kitűnő jellemmel és igazi egyházi vezetőhöz méltó lelkiekkel lépett fel Szent Péter trónjára, azonban az új egyházfőnek hosszú időre volt szüksége, míg sikerült megtalálnia az ellenszert a tőle távolálló politikai csatározásokban. Ez nemcsak a zsinati elv elhivatott védelmezőivel szemben állt fenn, hanem a déli szomszéddal, Nápollyal is.

## Élete és pályája a római trónig
Eredetileg Gabriele Condulmer néven látta meg a napvilágot 1383-ban Velencében. A gazdag köztársaság egyik tehetős kereskedőcsaládjának gyermeke volt, aki anyai ágon a Correr család leszármazottja is volt. Ez később lesz fontos, ugyanis ebből a családból 1406-ban a pápai trónra emelik XII. Gergelyt, Gabriele nagybátyját. A gazdag ifjúként nevelkedő Gabriele minden pompa ellenére rendkívül visszafogott természettel rendelkezett. Amikor először rendelkezhetett vagyona felett, a krónikák szerint a mintegy húszezer dukátra rúgó magánvagyonát szétosztotta a szegények között, és ezután hátat fordított az egész világnak, és belépett a szülővárosában működő Szent György-kolostorba, az Ágoston-rend kötelékébe.

Szerzetesként sokat tanult, és leginkább a teológia illetve a Biblia kérdéseiben merült el. Mindössze huszonnégy éves volt, amikor nagybátyja jóvoltából Siena püspöki székére szentelték fel. A vallásos életű Gabriele addig szinte semmit sem tapasztalt az egyházi irányítás rendszeréből, de mégsem ez volt a legfontosabb ellenvetése a sienaiaknak. A városka lakói nem akartak idegent a város egyházának élére, és az sem tetszett nekik, hogy egy ifjú velencei foglalhatta el a püspöki széket. Az ellenkezésnek engedve, Gabriele lemondott a püspöki méltóságról, és cserébe Gergely a római pápai udvarba hívta, ahol először kincstárnok, majd jegyző lett. A lelkiismeretes munkáját ekkor ismerhette meg a kúria, amelynek a bíborosi kollégiumához is csatlakozhatott 1408-ban. Gergely először a római Szent Márk-templom, majd a Szent Kelemen és végül a Santa Maria in Trastevere-bazilika kardinálisává nevezte ki rokonát. Az egyházszakadásban inkább a csöndes békéltető szerepét alakító Gabriele bíboros legközelebb a konstanzi zsinat után trónra lépő, egységesen elfogadott egyházfő, V. Márton pápa pontifikátusa alatt lépett újra az egyházi irányítás színpadára. Márton többször is legátusba küldte az értelmes, de gyakran hezitáló bíborost. Leginkább Anconában és Bolognában képviselte Márton akaratát, és kívánságait. Határozatlan karaktere ellenére mindig sikerrel járt küldetésein, így hamar a pápa legközvetlenebb tanácsadóinak körébe került. Amikor Márton 1431-ben meghalt, a Rómában összeülő konklávé egyhangúlag őt választotta meg a pápai trónra. Az 1431. március 3-án lezajló választást azonban súlyos írásbeli kapitulációk előzték meg. Ezek a szerződések a bíborosok érdekeit igyekeztek védelmezni. Gabriele megígérte ezekben a szerződésekben, hogy a zsinati elvnek megfelelően irányítja majd az egyház ügyeit, és ennek szellemében trónra kerülése után azonnal meghirdeti a korábban már a konstanzi zsinaton előírt egyetemes zsinatot. A zsinatnak pedig már Márton idejében Bázel vált a fogadó városává. A zsinaton az egyházi reformokat, a zsinati elv megszilárdítását akarták elérni. Ezek után március 11-én a Szent Péter-bazilikában IV. Jenő néven pápává koronázták.

## Egyházfőként az egyházirendiségellen

### A bázeli zsinat
Miután Jenő elfoglalta az egyházfői trónt, a Bázelben összehívandó zsinat tulajdonképpen már szinte nyitásra készen állt. Még V. Márton volt kénytelen engedni a zsinati elvet követő bíborosoknak, hogy ekkor egyetemes zsinaton tárgyalják meg a régóta húzódó, és szükséges egyházi reformot. Ezek a reformok leginkább a konciliarizmus eszméjének megszilárdítását tartalmazták, és elsősorban a megerősödött bíborosi kollégium szorgalmazta. A zsinat megszervezése Giuliano Cesarini bíboros nevéhez köthető, aki a konklávé előtt és után a bázeli gyűléshez igyekezett megnyerni minél több rangos részvevőt. Végül 1431. július 23-án Cesarini megnyitotta a zsinatot, amelyen kezdetben csak egy-két kardinális és püspök vett részt. Az alacsony látogatottságot a zsinat igyekezett erélyes nyitással kárpótolni, így a bázeli gyűlés már a kezdetek kezdetén is sokkalta pápaellenesebb hangulatban tárgyalt, mint a konstanzi. Az összeülő zsinati atyák a konciliarista elvet mindenek felé helyezték, és kijelentették, hogy a gyűlés hatalma a pápa fölött áll. Jenő egy kissé eltúlzottnak ítélte meg a zsinat kijelentéseit, és a Márton által oly sikeresen használt feloszlatási joggal akart élni alig pár hónappal a zsinat megnyitása után. A kissé elhamarkodottnak ítélt bulla, a Quoniam alto december 18-án feloszlatta a zsinatot, és tizennyolc hónap múltán Bolognába hívta azt újra össze. Ezzel Jenő elegánsan semmisnek akarta nyilvánítani a bázeli döntéseket. De a konciliarista gyűlés nem fogadta el a pápa feloszlatását, és a zsinat kezdetekor megfogalmazottakra hivatkoztak, ami szerint a zsinat a pápa felett áll. A klérus igyekezett megnyerni a közvéleményt azzal, hogy a kúria ellenzi a reformok létrehozását. Luxemburgi Zsigmond és a világi hatalom jelentősebb képviselői is a bázeli zsinat mellé álltak, és Jenő bullájának visszavonását követelték. A szakadás nyilvánvalóvá vált a pápa és a zsinat között. Az egyházszakadás rémképétől nemcsak az európai uralkodók, hanem a bíborosok is megrettentek, ezért mindenképpen a megegyezést keresték Jenővel.
A megegyezés bonyolultnak tűnt, ugyanis Jenővel szemben három különböző érdeket követő csoport is állt. Az egyik a bíborosok kollégiuma volt, amely mindenképpen el akarta kerülni a szakadást, és hűséges akart maradni a pápához. A másik leginkább Zsigmond királlyal azonosítható be, aki hatalmas erőfeszítések árán törte meg 1418-ban a nyugati egyházszakadást, ezért nem akart egy újabb törést. A harmadik csoportot a bázeli zsinat képviselte, amely leginkább az egyház értelmiségi tagjaiból tevődött össze. A doktorok, egyetemi tanárok és teológusok csoportja a zsinati elv alapjaira helyezkedett, és úgy vélték, hogy a pápának el kell ismernie primátusukat, különben egyszerűen eltávolítják a trónról. A zsinat ez utóbbiak nyomására maga elé rendelte Jenőt, hogy ítélkezzenek felette. Végül a külső események úgy alakultak, hogy a béke újra helyreállhatott. Ezek közül elsőként a bázeli zsinat lépett, amelynek sikerült egyezségre lépnie a husziták visszafogottabb szárnyával, a kelyhesekkel, akiknek két legfőbb képviselőjük, a Prokop testvérek Bázelben megegyeztek a zsinattal és Zsigmond királlyal. A nagy jelentőségű döntés sokkolta a pápát, ugyanis Jenő tisztában volt azzal, hogy ha kimarad a nemzetközi szerződésekből, lassan elveszíti jelentőségét. 1433. május 31-én Rómában császárrá koronázta Zsigmondot, amely szintén a békülékenység jele volt, és végül 1433. december 15-én kihirdette bulláját, amelyben visszavonta a bázeli zsinat feloszlatását, és egyetemesnek ismerte el azt kezdetétől fogva.

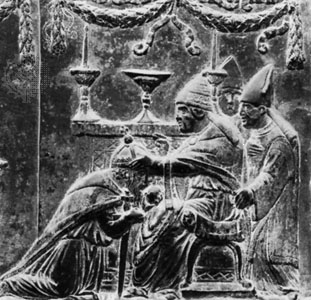
Jenő megkoronázza Zsigmondot

A helyreállt rend szerint 1434-ben tovább folytatódott a zsinat, amelyen Zsigmond is részt vett. Jenő feszengve hallgatta végig a zsinat egyre radikálisabbnak ható reformgondolatait. Ezek közül több végül a kánoni törvények közé emelkedett. A reformok eleinte leginkább a papság életvitelével foglalkoztak, eltörölték a szimóniát, elítélték a papi ágyasságot, meghatározták a mise és a zsolozsma pontos menetét stb. A bázeli újítások azonban egyre nehezebben mentek le a pápa torkán. Az évszázados papi fegyelmi reformok után ugyanis a zsinat a konklávé szabályait öntötte új formába. Ezek szerint a bíborosi kollégium maximum huszonnégy fős lehetett, amelynek mindössze fele származhatott egy nemzetből. A zsinat és a kúria között helyreállt béke addig tartott, amíg a bázeli reformerek nem nyúltak a pápai jövedelmekhez. A zsinat komolyan megnyirbálta a kúria bevételeit. Eltörölték az úgynevezett annátákat és taxákat, amelyeket a pápa egyrészt a hívektől, másrészt az egyháziaktól szedett be. Jenő nem volt hajlandó elismerni a zsinat döntéseit, és a közben Rómában támadt nehézségeit kihasználva elhúzta a választ. 1437. december 9-én végül Jenő jelentős előnyre tehetett szert, ugyanis ekkor meghalt a konciliarizmus legfőbb támogatója, Zsigmond. A jóformán világi támogató nélkül maradt bázeli zsinatra érkező Jenő kiadta a Doctoris gentium kezdetű bullát, amelyben a zsinatot Ferrarába helyezte át. A pápa közvetlen uralma alatt lévő város egyértelműen jelezte, hogy Jenő a bázeli döntéseket semmissé akarja nyilvánítani. A bázeli gyűlésről csak néhányan utaztak át Itáliába, a többség makacsul tartotta magát a városban.
A Ferraraban összeült zsinat csekély jelentőségűnek bizonyult, mindenesetre Bázelben is egyre nagyobb változások történtek. A zsinat reformjainak kezdeményezései szinte teljes mértékben kicsúsztak a főpapság kezéből, és a radikális elveket valló egyetemiek kompetenciájába kerültek át. A pápai abszolutizmus ellen a végletekig felkorbácsolt érzelmek már sértették a bíborosok érdekeit is. 1438-ra a zsinat odáig jutott, hogy nem ismerték el Jenőt egyházfőnek. Ekkor betelt a pohár a bíborosoknál, és Cesarini vezetésével a kollégium átvonult a ferrarai zsinatra.

### Jenő és a Colonnák
A pápa pontifikátusának a bázeli események mellett más komoly problémái is támadtak. Amikor Jenő trónra lépett, még korántsem lehetett gyakorlott politikusnak nevezni. Ezért már koronázása után nem sokkal olyan vitába futott bele, amely végigkísérte egész uralkodását. A tiszta erkölcsi életet folytató Jenő a nepotizmus megszállott ellensége volt. Elítélte V. Mártont, amiért családjának, a Colonnáknak kiterjedt birtokokat és jövedelmező hivatalokat ajándékozott, nemcsak Rómában, hanem az egész Pápai Államban. Ezért hatalomra kerülése után kegyetlenül és meggondolatlanul elűzte a Colonnákat birtokaikból, és méltatlanul szerzett hivatalaikból. A befolyásos család a történelem folyamán gyakran sorsdöntő szerepet töltött be a pápaság életében, és ezúttal sem ijedtek meg a radikális megoldásoktól. A Colonnák egyesített magánhadserege elindult az új egyházfő ellen, és ha Jenő nem tudja gyorsan mozgósítani családi kapcsolatait, beláthatatlan következményei lettek volna a Colonnák bosszújának. Velence, Firenze és Nápoly segítségével végül sikerült békére kényszeríteni a Colonnákat, akiktől elvették minden Mártontól kapott birtokukat, és hetvenötezer dukát kártérítésre kötelezték őket.
A nehéz kezdet után Jenőre még nehezebb folytatás várt. A bázeli zsinat egyre ellenőrizhetetlenebb irányba haladt, és a gondok csak sokasodtak a pápai kúriában, amikor a Colonnák újra visszavágtak a pápának. 1434 májusában Rómában kitört a Colonnák által gerjesztett lázadás. Jenő kénytelen volt az Angyalvárba zárkózni, és amikor a helyzet egyre reménytelenebbé vált, a firenzeiek hajót küldtek Ostiába a bajba került egyházfő kimenekítésére. A krónikák szerint Jenő szerzetesi csuhába öltözött, hogy álcázza magát, és egy bárkán titokban kihajózott az örök városból a Tiberisen keresztül. A rómaiak későn fedezték fel a szökést, de kövekkel megdobálták a pápa hajóját. A firenzei hajó gyorsan Toszkána fővárosába repítette, ahol a pápa közel tíz éven keresztül a domonkos Santa Maria Novella-kolostorba rendezte be udvarát. Eközben a Colonnák a Pápai Állam egyes részeit uralmuk alá vonták, és hamarosan kikiáltották Rómában a köztársaságot. A firenzei tartózkodás Jenő és a pápaság történetében is jelentős fordulatot hozott. A korabeli gazdag köztársaság fővárosa az új művészeti és filozófiai ág, a reneszánsz központja is volt. A pápa udvara csak úgy hemzsegett a humanista szellemiségű tudósoktól és művészektől. Ettől kezdve a következő évszázad pápái is rajongtak a reneszánsz alkotásokért.
A kitört háborúban Jenő Recanati püspökére, a katonai szolgálatot is ellátó Giovanni Vitelleschire bízta a pápai sereget. A püspök hamarosan rendet teremtett az örök városban, és később Francesco Sforza támogatásával az egész Pápai Államot újrahódították a pápa számára. A harcok szinte egész Itáliára kiterjedtek, és csak 1436 augusztusára csillapodtak le. A Colonnák ekkor vesztették el Palestrinánál utolsó jelentős erődjüket. A háború azonban nem ért véget a ferrarai békével, ugyanis Róma még mindig forrongott a pápa ellen, és csak hosszú évek múltán sikerül majd a pápának ismét visszatérnie a szent városba.

### A ferrarai unió

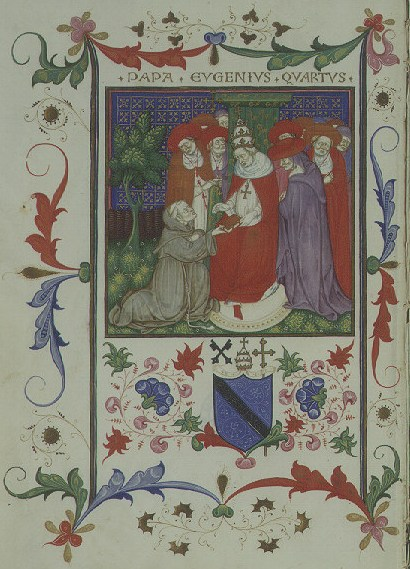
IV. Jenő ábrázolása egy 1450-ből származó krónikában

1437 decemberében Zsigmond halálával a zsinati elvet követő bázeli egyházatyák elveszítették legfontosabb támogatójukat. A Német-római Birodalom támogatása nélkül Jenő egyszerűen érvényesíteni tudta saját érdekeit, és 1438-ban megnyitotta a ferrarai zsinatot. A gyűlésen ugyan a pápán kívül jelentősebb egyházi méltóság nem jelent meg, Jenő mégis egyetemes zsinatnak és törvényesnek tartotta. Ferrarában a pápa és csekély számú követői elítélték a bázeli zsinatot, a résztvevőket eretneknek bélyegezték meg és hivatalosan semmisnek nyilvánították a bázeli gyűlés minden döntését. A pápai primátust megerősítették, és Jenő sietett elismertetni a ferrarai gyűlést az európai uralkodókkal.
1438 végén egy váratlan fordulat rázta fel mindkét zsinat résztvevőit. Konstantinápoly két oldalról is szorongatott helyzetbe került. A szeldzsuk törökök elfoglalták Kis-Ázsia legnagyobb részét és a görög területeket is megszerezték. Bizánc az életben maradásáért küzdött, így a császár és a keleti egyház is végső elhatározásában a nyugati egyházhoz való csatlakozással próbált kiutat találni az iszlám hódítása elől. A bázeli zsinat azonnal saját hatáskörébe akarta vonni a keresztény egyházak újraegyesülését. De a földrajzi adottságok nem kedveztek Bázelnek. A görögök úgy döntöttek, hogy a törvényesen megválasztott pápa által meghirdetett zsinatra érkeznek meg, amely ráadásul jóval közelebb van az egykori pompás városhoz.
Ferrarába érkezett VIII. Ióannész bizánci császár és II. József konstantinápolyi pátriárka is a keleti egyház tekintélyes méltóságaival együtt. A két egyház újraegyesülését újra csak politikai indokok élesztették lángra, amely a római pápának volt csak diadalmenet. János ettől a nyugati keresztény államok katonai segítségét várta, és a keleti klérus is belátta, hogy elvész szabadságuk, ha nem vállalják Jenő feltételeit. A pápa a tárgyalások során tökéletesen tisztában volt azzal, hogy igazán jó tárgyalási pozícióban van, és ráadásul a kereszténység újraegyesítésével megerősítheti hivatalát a bázeli zsinattal szemben. A vita ettől függetlenül hosszúra nyúlt. A pátriárka csak nehezen fogadta el végül a Filioquét, a görög egyház elfogadta a római pápa elsőbbségét, de kiharcolták, hogy saját rítusuk szerint misézhessenek tovább. A tárgyalások alatt nyílt kérdésként jelent meg Konstantinápoly felszabadítása is, amelyre Jenő ígéretet tett. Végül 1439. július 6-án a Laetantur coeli kezdetű uniós dekrétumban a pápai tetszésnek megfelelően újra kihirdették a keresztény egyházak egyesülését. A zsinat időközben a ferrarai pestis miatt Firenzébe költözött át, és Jenő már itt írta alá november 22-én az örmény egyházzal, majd 1443-ban a szírek egyházával és 1445-ben a nesztoriánusokkal és maronitákkal az egyesülési szerződést. Mindemellett a két egyház összeforrása az alsópapság és a hívők ellenkezésében szétporladt. Konstantinápolyban elterjedt az a szólás, amely szerint inkább elviselik a szultán turbánját a város falai között, mint a római pápa tiaráját.
Ezek után mindenesetre Jenőn volt a sor, aki ígéretének megfelelően igyekezett minden politikai szálat megmozgatni, hogy keresztes háborút indítson a törökök ellen. Albert király halála után Magyarország trónjára III. Ulászló lengyel királyt hívták meg I. Ulászló néven, aki Hunyadi János hadvezéri tehetségében bízva hadakozott a törökök ellen. Jenő minden erejével biztatta a keresztény államokat az összefogásra, és 1442-ben Cesarini bíborost Budára küldte, hogy elősegítse a megegyezést Ulászló és Albert özvegye, V. László anyja, Luxemburgi Erzsébet magyar királyné között, és 1442. december 13-án megkötötték a győri békét, melynek értelmében eljegyezték I. Ulászlót Luxemburgi Erzsébet idősebb, ekkor tízéves lányával, Annával, további célja a megegyezésnek pedig az volt, hogy így támogassa Hunyadi seregtoborzását és küzdelmét a Balkán-félszigeten. A pápai felhívásra több nemzet fia is érkezett a Magyar Királyság területére, de igazán nagy segítség nem érkezett nyugatról. A pápa flottát szereltetett fel, amely a tervek szerint a Hellészpontosznál tartóztatja fel a török seregeket. De a hatalmasra duzzadt sereg végül 1444-ben Várnánál súlyos vereséget szenvedett. A harcokban meghalt a magyar uralkodó és Cesarini bíboros is. A politikai segítségnyújtás pedig végleg szertefoszlott. A kudarc után János császár sem erőltette tovább az egyházak egyesülését.

### Az utolsó felvonás

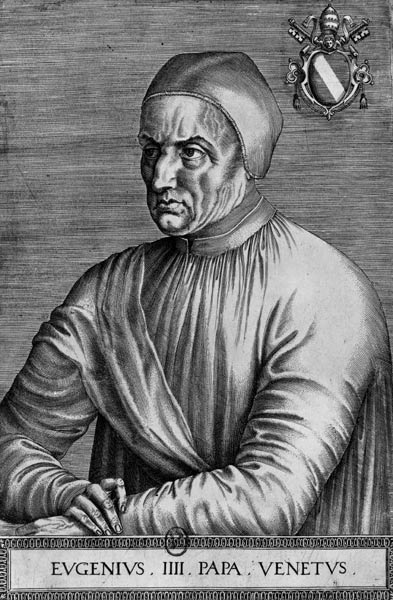
IV. Jenő pápa

A Bázelből Ferrarába, majd Firenzébe utazó klérus legnagyobb része ekkor már Jenő mellett állt, és a továbbműködő bázeli zsinat egyre elhagyatottabb volt. Mindenesetre a konciliarizmus csúcsának tekinthető az 1439-ben kiadott Sacro-sancta kezdetű enciklika, amelyet a zsinat egyik vezetője, d’Allemand bíboros, Arles kardinálisa sürgetett. Noha ezt már csak hat püspök írta alá, a dekrétum kimondta, hogy az egyetemes zsinat mindenben a pápa felett áll, és senkinek sincs joga feloszlatni azt. Aki mégis megkísérelné azt, eretneknek nyilvánítandó. Ezen gondolatmenet alapján a bázeli zsinat radikális döntésre szánta el magát, és 1439. június 25-én a bázeliek megfosztották Jenőt a pápai hatalomtól, majd a megüresedett trónra Savoya hercegét, VIII. Amadeust választották meg, aki felvette az V. Félix uralkodói nevet. A választással több gond is volt. Egyrészt Félixet, aki egyébként a történelem utolsó ellenpápája volt, mindössze egyetlen bíboros választotta meg, de ami ettől is súlyosabb egyetlen világi hatalom sem támogatta. A legnagyobb nemzetközi sikert az jelentette, hogy Franciaország kihirdette, semleges álláspontra helyezkedik. De Európa többi része hallani sem akart egy újabb egyházszakadásról, így egyöntetűen Jenőt ismerték el egyházfőnek. A bázeli zsinat lassan elhalt.
Mindemellett Jenőnek komoly lépéseket kellett tennie, hogy hatalmát elismerjék, ugyanis Félix megválasztásakor sem Németország sem Franciaország nem adott nyugtató jeleket Jenő kúriájának. VII. Károly, francia uralkodó 1438. július 7-én kiadta a Bourges-i Pragmatica Sanctiot, amelyben arra kérte a pápát, hogy fogadja el a francia klérus tíz évenkénti zsinatát olyan gyűlésnek, amely a királyság határain belül a pápai hatalom felett áll. 1439. március 26-án a Mainzban összehívott zsinat is hasonló kéréseket közvetített Róma felé. A hosszas tárgyalások szinte minden nemzeti egyházzal lezajlottak, de a francia és a német klérussal különösen nehéz volt boldogulni. Jenő nagy engedményeket kényszerült adni mindkét ország papságának, halálos ágyán, 1447 februárjában Németország számára aláírta a Frankfurti vagy más néven a Hercegek Konkordátumát. Ez négy bulla együttese volt, amely bizonyos zsinati jogokat garantált a német klérusnak cserébe a hercegek minden támogatást megvontak Félixtől.
Jenő pontifikátusának utolsó évei sem szűkölködtek háborúkban. A Firenzében berendezkedett egyházfő kiváló politikával és egy kis szerencsével is sikeresen háttérbe szorította bázeli ellenlábasát, V. Félixet, akit már csak egyetlen hatalom ismert el. A nápolyi Anjou-ház kihalását követően a szomszédos Szicília trónját is elfoglaló Aragónia igyekezett megszerezni a nápolyi trónt. Jenő, mint a királyság hűbérura először nem akarta elismerni V. Alfonz aragón uralkodó jogait Nápoly trónjára. Az Anjouk 1442-ben a terracinai szerződésben elismerték a trónra lépő új dinasztiát, amit Jenő csak később, Sienában írt alá. Ezzel megalakult Szicília és Nápoly Kettős Királysága. A déli területek jelentős támogatást nyújtottak a pápának, sőt talán a legfontosabb hadi támogatója lett az új kettős királyság. Alfonz támogatásával Jenő 1443. szeptember 28-án újra visszatérhetett Rómába. A megtépázott városban a köztársaság elbukott, ami az épületeken is meglátszott. A pár éve újjáépült várost Jenőnek ismét komoly tatarozás alá kellett vetnie. A krónikák leírása szerint a pápa hátralévő idejében legszívesebben az örök város szépítgetésével foglalatoskodott. Több reneszánsz alkotó is érkezett ekkor a városba, akik csak később látták el döbbenetes alkotásokkal a várost. 1447. február 23-án hunyta le végleg szemét a küzdelmes életúttal rendelkező egyházfő.

## Művei
- Documenta Catholica Omnia (latin nyelven). (Hozzáférés: 2011. december 6.)